# Československá hokejová liga 1951/1952
9. ročník československé hokejové ligy 1951/52 se hrál pod názvem Mistrovství republiky.

## Herní systém
18 účastníků bylo rozdělených do tří skupin po 6, ve skupinách se hrálo dvoukolově systémem každý s každým, první dvě mužstva z každé skupiny postoupila do finále, které se hrálo jednokolově každý s každým. Vzhledem k dalšímu rozšíření soutěže opět nikdo nesestoupil.

## Pořadí

### Skupina A
| Poř. | Tým                           | Zápasy | Výhry | Remízy | Porážky | Skóre | Body |
| ---- | ----------------------------- | ------ | ----- | ------ | ------- | ----- | ---- |
| 1.   | ZSJ Sokol Hutě Chomutov       | 10     | 9     | 0      | 1       | 68:30 | 18   |
| 2.   | ZSJ Sparta ČKD Sokolovo Praha | 10     | 7     | 0      | 3       | 59:33 | 14   |
| 3.   | ZSJ SKP JNV České Budějovice  | 10     | 5     | 1      | 4       | 43:39 | 11   |
| 4.   | ZSJ Škodovy závody            | 10     | 4     | 0      | 6       | 41:59 | 8    |
| 5.   | ZSJ Slavia Karlovy Vary       | 10     | 2     | 2      | 6       | 36:58 | 6    |
| 6.   | ZSJ SONP Kladno               | 10     | 1     | 1      | 8       | 25:53 | 3    |

### Skupina B
| Poř. | Tým                           | Zápasy | Výhry | Remízy | Porážky | Skóre | Body |
| ---- | ----------------------------- | ------ | ----- | ------ | ------- | ----- | ---- |
| 1.   | Sokol Zbrojovka Brno-Židenice | 10     | 6     | 3      | 1       | 53:31 | 15   |
| 2.   | Tatra Smíchov                 | 10     | 6     | 2      | 2       | 40:30 | 14   |
| 3.   | ZSJ ČSSZ Prostějov            | 10     | 5     | 3      | 2       | 38:28 | 13   |
| 4.   | ZSJ GZ Královo Pole           | 10     | 5     | 0      | 5       | 56:35 | 10   |
| 5.   | ZSJ Slavia Pardubice          | 10     | 0     | 4      | 6       | 31:56 | 4    |
| 6.   | ZSJ Sokol Šverma Jinonice     | 10     | 2     | 0      | 8       | 23:61 | 4    |

### Skupina C
| Poř. | Tým                       | Zápasy | Výhry | Remízy | Porážky | Skóre  | Body |
| ---- | ------------------------- | ------ | ----- | ------ | ------- | ------ | ---- |
| 1.   | ATK Praha                 | 10     | 9     | 0      | 1       | 80:13  | 18   |
| 2.   | ZSJ Sokol VŽKG            | 10     | 8     | 0      | 2       | 100:22 | 16   |
| 3.   | ZJ Sokol NV Bratislava    | 10     | 6     | 1      | 3       | 66:51  | 13   |
| 4.   | ZSJ Tatranské píly Poprad | 10     | 3     | 0      | 7       | 39:59  | 6    |
| 5.   | ZSJ KP Opava              | 10     | 2     | 1      | 7       | 26:76  | 5    |
| 6.   | ZSJ Slovena Žilina        | 10     | 1     | 0      | 9       | 28:118 | 2    |

## Finálová skupina
| Poř. | Tým                           | Zápasy | Výhry | Remízy | Porážky | Skóre | Body |
| ---- | ----------------------------- | ------ | ----- | ------ | ------- | ----- | ---- |
| 1.   | ZSJ Sokol VŽKG                | 5      | 4     | 0      | 1       | 28:12 | 8    |
| 2.   | ATK Praha                     | 5      | 3     | 2      | 0       | 21:15 | 8    |
| 3.   | Tatra Smíchov                 | 5      | 2     | 1      | 2       | 17:25 | 5    |
| 4.   | Sokol Zbrojovka Brno-Židenice | 5      | 1     | 2      | 2       | 19:16 | 4    |
| 5.   | ZSJ Sparta ČKD Sokolovo Praha | 5      | 2     | 0      | 3       | 20:19 | 4    |
| 6.   | ZSJ Sokol Hutě Chomutov       | 5      | 0     | 1      | 4       | 9:27  | 1    |

## Nejlepší střelci
- Oldřich Seiml (ZSJ Sokol VŽKG) – 26 gólů
- Miroslav Kluc (ZSJ Sokol Hutě Chomutov) – 26 gólů
- Miloslav Blažek (ZSJ Sokol VŽKG) – 25 gólů
- Vladimír Zábrodský (ZSJ Sparta ČKD Sokolovo Praha) – 24 gólů
- Bronislav Danda (Sokol Zbrojovka Brno-Židenice) – 21 gólů
- Slavomír Bartoň (ATK Praha) – 18 gólů
- Vladimír Bouzek (ZSJ Sokol VŽKG) – 18 gólů
- Vlastimil Bubník (ZSJ GZ Královo Pole) – 17 gólů
- Josef Kus (ZSJ Sparta ČKD Sokolovo Praha) – 17 gólů

## Zajímavosti
- V základní skupině nastřílelo mužstvo ZSJ Sokol VŽKG svým soupeřům rovných 100 gólů.
- ZSJ Slavia Pardubice získala v základní skupině 4 body za 4 nerozhodné výsledky, jako jediné mužstvo v soutěži nezvítězila ani v jednom zápase.
- Finále se hrálo turnajovým způsobem v Ostravě.
- Ač nezískalo titul, zůstalo mužstvo ATK Praha ve finálové skupině jediné neporažené. Ztratilo pouze 2 body za dva nerozhodné výsledky, stejný počet 8 bodů měl i vítěz ZSJ Sokol VŽKG, když ve finálové skupině jedenkrát prohrál.
- Nesestupoval nikdo, neboť v příštím ročníku se liga opět rozšiřovala.